# Crònica dels esdeveniments actuals
Crònica dels esdeveniments actuals, rus: Хро́ника теку́щих собы́тий Khrónika tekúsxikh sobiti fou una revista clandestina que es va convertir en la veu principal del moviment soviètic dels drets humans, a l'interior el país i a l'estranger. La revista documenta la repressió contra els membres de la dissidència, inclosa la publicació de materials publicats sobre les presons i camps de concentració de l'URSS, i el curs dels processos polítics.
La primera publicació fou compilada per Natàlia Gorbanévskaia i publicada el 30 d'abril de 1968. Mantingué una edició ininterrompuda de 15 anys des del 1968 fins al 1983, temps durant el qual es van publicar 63 números de les "Cròniques".